# Graphocephala redacta
Graphocephala redacta är en insektsart som beskrevs av Fowler 1900. Graphocephala redacta ingår i släktet Graphocephala och familjen dvärgstritar. Inga underarter finns listade i Catalogue of Life.